# Хосе Рісаль
Хосе Рісаль-Меркадо і Алонсо-Реалонда (ісп. José Protacio Rizal Mercado y Alonso Realonda; 19 червня 1861 — 30 грудня 1896) — філіппінський поет, письменник і публіцист. Був діячем національно-визвольного руху на Філіппінах. Написав два романи — «Не торкайся мене» (1887 рік) та «Флібустьєри» (1891 рік).

## Раннє життя
Хосе Рісаль народився 19 червня 1861 року в родині Франсіско Рісаля Меркадо-Алехандро та Теодори Алонсо Реалонда-Квінтос у місті Каламба в провінції Лагуна. У нього було дев'ять сестер і один брат. Його батьки були орендарями фазенди та супутньої рисової ферми, що належала домініканцям. Обидві їхні родини прийняли додаткові прізвища Різал і Реалонда в 1849 році після того, як генерал-губернатор Нарсісо Клаверія і Залдуа видав указ про прийняття іспанських прізвищ серед філіппінців для цілей перепису (хоча вони вже мали іспанські імена). Як і багато сімей на Філіппінах, сім'я Рісаль була метисського походження. По батьковій лінії Хосе можна було простежити до Фуцзянь у Китаї через предка його батька Лам-ко, китайського купця з Хоккієн, який іммігрував на Філіппіни наприкінці 17 століття. Лам-ко подорожував до Маніли з Сямень, Китай, можливо, щоб уникнути голоду чи чуми у своєму рідному районі, і, ймовірніше, щоб уникнути маньчжурської навали під час переходу від Мін до Цін. Він вирішив залишитися на островах як фермер. У 1697 році, щоб уникнути гірких антикитайських упереджень, які існували на Філіппінах, він прийняв католицтво, змінив своє ім'я на Домінго Меркадо та одружився з дочкою китайського друга Августина Чін-ко.
Зі сторони матері походження Рісаля включало китайське та тагальське. Родовід його матері можна простежити до заможної родини Флорентіни з китайських сімей метисів, що походять з Баліуаг, Булакан. Він також мав іспанське походження. У Регіни Очоа, бабусі його матері Теодори, була змішана іспанська, китайська та тагальська кров. Його дід по материнській лінії був наполовину іспанським інженером на ім'я Лоренцо Альберто Алонсо. Прапрадід Хосе Рісаля по материнській лінії, Еухеніо Урсуа, мав японське походження.

## Освіта
Спочатку навчався у Хустініано Акіно Круза в Біньяні, Лагуна, перш ніж його відправили до Маніли. Він склав вступний іспит до Колегіо де Сан-Хуан де Летран, як просив його батько, але він вступив до Ateneo Municipal de Manila. . Він продовжив освіту в Атенео Муніципальному де Маніла, щоб отримати ступінь землевпорядника та асесора, а також одночасно в Університеті Санто-Томас, де він вивчав підготовчий курс з права та закінчив на відмінно. Закінчив курс філософії.
Дізнавшись, що його мати осліпне, він вирішив перейти на медицину в медичній школі Санто-Томас, де пізніше спеціалізувався на офтальмології. Він отримав чотирирічну практичну підготовку з медицини в Ospital de San Juan de Dios в Intramuros. На останньому курсі медичної школи він отримав оцінку sobresaliente на курсах медичної патології, хірургічної патології та акушерства.
Незважаючи на те, що Рісаль був відомий як яскравий студент, він мав деякі труднощі з деякими науковими предметами в медичній школі, такими як фізика і загальна патологія.
Без відома та згоди батьків, але за таємної підтримки свого брата Пачіано, він один поїхав до Мадрида в травні 1882 року та вивчав медицину в Центральному університеті Мадрида. Там отримав ступінь ліценціата з медицини. Він також відвідував медичні лекції в Паризькому та Гейдельберзькому університетах. У Берліні він був прийнятий до членів Берлінського етнологічного товариства та Берлінського антропологічного товариства під патронатом відомого патолога Рудольфа Вірхова. Дотримуючись звичаю, у квітні 1887 року він виступив німецькою мовою перед Антропологічним товариством про орфографію та структуру тагальської мови. Він написав місту вірш «A las flores del Heidelberg», який був водночас закликом і молитвою за добробут рідної землі та об’єднання спільних цінностей між Сходом і Заходом.
У Гейдельберзі 25-річний Рісаль завершив спеціалізацію з ока у 1887 році під керівництвом відомого професора Отто Беккера. Там він використав нещодавно винайдений офтальмоскоп (винайдений Германом фон Гельмгольцом), щоб пізніше прооперувати око своєї матері. З Гейдельберга Рісаль писав своїм батькам: «Я витрачаю половину дня на вивчення німецької мови, а іншу половину на хвороби очей. Двічі на тиждень я ходжу до пивної, щоб поговорити німецькою зі своїми студентськими друзями». Він жив у пансіоні на Карлштрассе, потім переїхав на Людвіґсплац. Там він познайомився з преподобним Карлом Ульмером і зупинився з ними у Вільгельмсфельді. Там він написав кілька останніх розділів свого першого роману Noli Me Tángere, опублікованого іспанською пізніше того ж року.
Різал був ерудитом, досвідченим як у науці, так і в мистецтві. Малював, креслив, виконував скульптури та різьбу по дереву. Він був плідним поетом, есеїстом і прозаїком, чиїми найвідомішими творами були його два романи Noli Me Tángere (1887) і його продовження El filibusterismo (1891). Ці соціальні коментарі під час іспанського колоніального періоду в країні сформував ядро літератури, яка надихала як мирних реформістів, так і збройних революціонерів.
Рісаль також був поліглотом, володів двадцятьма двома мовами.
Задокументовані дослідження показують, що Хосе Рісаль був ерудитом зі здатністю оволодівати різними навичками та предметами. Він був офтальмологом, скульптором, художником, педагогом, фермером, істориком, драматургом і журналістом. Крім поезії та творчості, він пробувався, з різним ступенем досвіду, в архітектурі, картографії, економіці, етнології, антропології, соціології, драматургії, бойових мистецтвах, фехтуванні та стрільбі з пістолета. Досвідчений у соціальному середовищі, він став масоном, приєднавшись до ложі Acacia № 9 під час перебування в Іспанії. 

## Приватне життя
У лютому 1895 року 33-річний Хосе Рісаль зустрів Джозефіну Брекен, ірландку з Гонконгу. Вона супроводжувала свого сліпого прийомного батька Джорджа Тауфера, щоб Рісаль перевірив його зір. Після частих візитів Рісаль і Бракен закохалися. Вони подали заяву на шлюб, але через репутацію, твори та політичну позицію місцевий священик отець Обах обіцяв провести церемонію лише якщо Рісаль отримає на це дозвіл від єпископа Себу. Оскільки Хосе відмовився повернутися до католицизму, єпископ відмовив у дозволі на церковний шлюб.
Після того, як вона супроводжувала свого батька до Маніли після повернення до Гонконгу, і перед тим, як повернутися до Дапітану, щоб жити з Хосе, Жозефіна представилася членам сім’ї Рісаля у Манілі. Його мати запропонувала укласти цивільний шлюб, який, на її думку, був меншим таїнством, але менш гріховним для совісті Рісаля, ніж будь-яка політична відмова, щоб отримати дозвіл єпископа. Рісаль і Жозефіна жили як чоловік і дружина в цивільному шлюбі в Талісаї в Дапітані. У пари народився син, але він прожив лише кілька годин. Рісаль назвав його на честь свого батька Франциска.

## Життєпис
Син землевласника і орендаря. Значний вплив на свідомість мало 2-річне ув'язнення матері за брехливим наклепом. Закінчив єзуїтську колегію та навчався в Манільському університеті, але 1879 року був змушений емігрувати з рідної країни та продовжив свою освіту на медичному та філософському факультетах Мадридського університету, яку закінчив у 1882 році, отримавши ступінь бакалавра медицини. 1883 року склав випускні іспити з філософії та літератури, і йому було присвоєно вчений ступінь з оцінкою «чудово». Вчений ступінь доктора медицини був отриманий ним 1886 року. Потім у Гайдельберзькому університеті вивчав психологію, у Берліні працював під керівництвом відомого біолога та хіміка Рудольфа Вірхова, вивчаючи расове питання. Згодом відвідував найвіддаленіші сільськогосподарські райони Німеччини та Франції, а потім Швейцарії, порівнюючи їх з умовами філіппінського села.
В історичному минулому філіппінців Рісаль шукав ідею, щоб «озброїти» філіппінців для боротьби. Він вирішив перевидати працю Антоніо де Морга 1607 року, де йшлося про писемність і культуру, що існувала до приходу іспанців, розвинену торгівлю з Китаєм та Індією, про життя незалежних філіппінських племен і князівств.
1892 року повертається на Філіппіни. Незабаром засновує Філіппінську лігу. Серед 18 осіб, які брали участь в фундуванні Ліги, не менше половини були чільними членами масонських організацій. Хосе Рісаль висував ідею згуртування і просвіту народу, виховання свідомих патріотів. Проте менш ніж через місяць був заарештований і висланий до Дапітану (на північно-східному узбережжі острова Мінданао). Тут зайнявся етнографічними дослідженнями. Невдовзі Філіппінська ліга розкололася — лідер радикальних заходів Андрес Боніфасіо заснував нову організацію «Катіпунан».

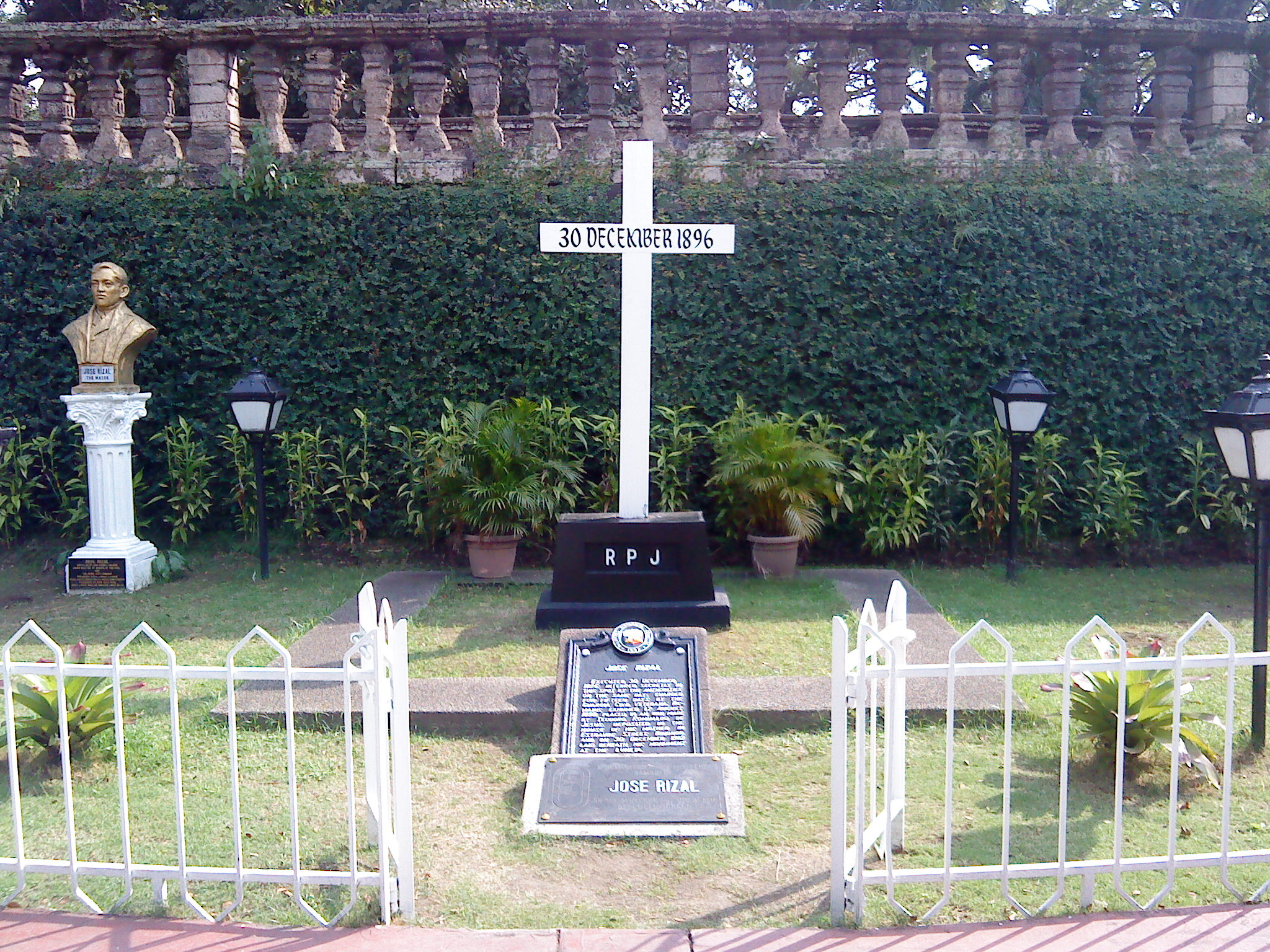
Меморіал Хосе Рісаля на місці його початкового поховання на кладовищі Пако, яке тепер є парком Пако в Манілі. Зображено бюст Рісаля, хрест, що позначає це місце

Незабаром після початку Філіппінської революції Рісаля було страчено в Манілі в 1896 році. 

## Творчість
Його романи надзвичайно важливі для розуміння еволюції світогляду Хосе Рісаля. Загальна спрямованість романів Рісаля — антиколоніальна та антиклерикальна, проти іспанських поневолювачів, чернечих орденів та ченців, що завдають тяжких лих філіппінському народу. Цензурний комітет генерал-губернаторства Філіппіни зажадав їх вилучення та публічного спалення. Рісаль був звинувачений у нападках на державну релігію, іспанську адміністрацію, цивільну гвардію.

## Твори
Хосе Рісаль писав переважно іспанською мовою, хоча деякі його листи (наприклад, Sa Mga Kababaihang Taga Malolos) були написані тагальською мовою. Відтоді його твори були перекладені багатьма мовами, включаючи тагальську та англійську.

### Романи та есе
- "El amor patrio", 1882 essay
- "Toast to Juan Luna and Felix Hidalgo", 1884 speech given at Restaurante Ingles, Madrid
- Noli Me Tángere, 1887 novel (literally Latin for 'touch me not', from John 20:17)
- Alin Mang Lahi ("Whate'er the Race"), a Kundiman attributed to Dr. José Rizal
- "Sa Mga Kababaihang Taga-Malolos" (To the Young Women of Malolos), 1889 letter
- Annotations to Antonio de Morga's Sucesos de las Islas Filipinas, 1889
- "Filipinas dentro de cien años" (The Philippines a Century Hence), 1889–90 essay
- "Sobre la indolencia de los filipinos" (The Indolence of Filipinos), 1890 essay
- "Como se gobiernan las Filipinas" (Governing the Philippine islands), 1890 essay
- El filibusterismo, 1891 novel; sequel to Noli Me Tángere
- Una visita del Señor a Filipinas, also known as Friars and Filipinos, 14-page unfinished novel written in 1889
- Memorias de un Gallo, two-page unfinished satire
- Makamisa, unfinished Tagalog-language novel written in 1892

### Поезія
- "Felicitación" (1874/75)
- "El embarque" (The Embarkation, 1875)
- "Por la educación recibe lustre la patria" (1876)
- "Un recuerdo á mi pueblo" (1876)
- "Al niño Jesús" (c. 1876)
- "A la juventud filipina" (To the Philippine Youth, 1879)
- "¡Me piden versos!" (1882)
- "Canto de María Clara" (from Noli Me Tángere, 1887)
- "Himno al trabajo" (Dalit sa Paggawa, 1888)
- "Kundiman" (disputed, 1889) - also attributed to Pedro Paterno
- "A mi musa" (To My Muse, 1890)
- "El canto del viajero" (1892–96)
- "Mi retiro" (1895)
- "Mi último adiós" (1896)
- "Mi primera inspiracion" (disputed) - also attributed to Antonio Lopez, Rizal's nephew

## Вшанування пам'яті
Комісія Тафта в червні 1901 року схвалила Закон №137 про створення провінції Рісаль зі старого округу Моронг і провінції Маніла. Сьогодні про широке визнання Хосе Рісаля свідчать незліченні міста, вулиці та численні парки на Філіппінах, названі на його честь.
Міст Хосе Рісаля та парк Рісаля в місті Сіетл присвячені йому.
Фрегат "Хосе Різал" ВМС Філіппін був побудований компанією Hyundai Heavy Industries. У 2016 році було замовлено два кораблі. Це перший фрегат з керованими ракетами, який надійшов на озброєння ВМС Філіппін. Головний корабель BRP Jose Rizal прибув на Філіппіни 22 травня 2020 року.
У 9-му окрузі Парижа площу назвали на честь Хосе Рісаля.

## Галерея

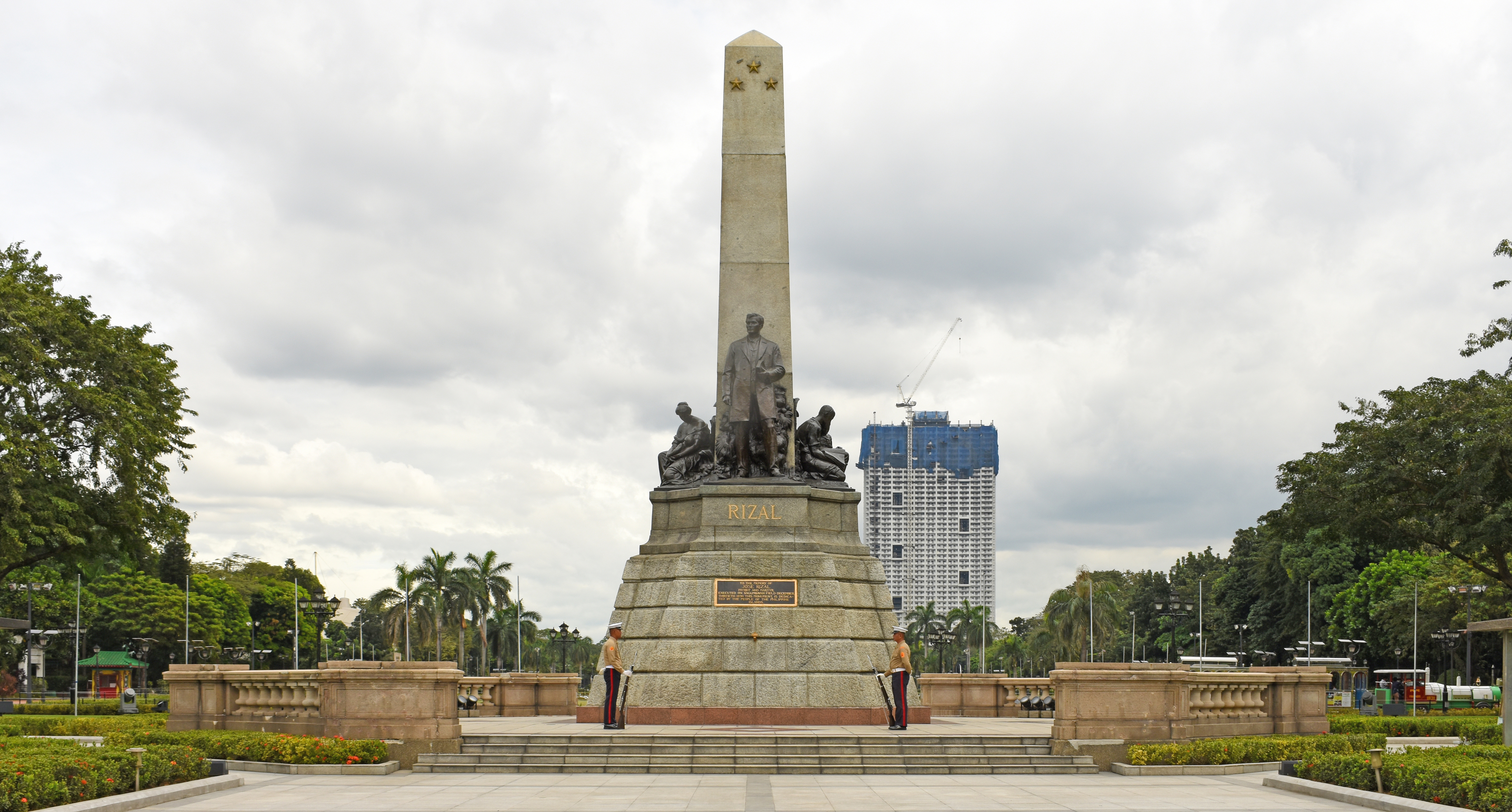
Монумент Хосе Рісаля, місто Маніла
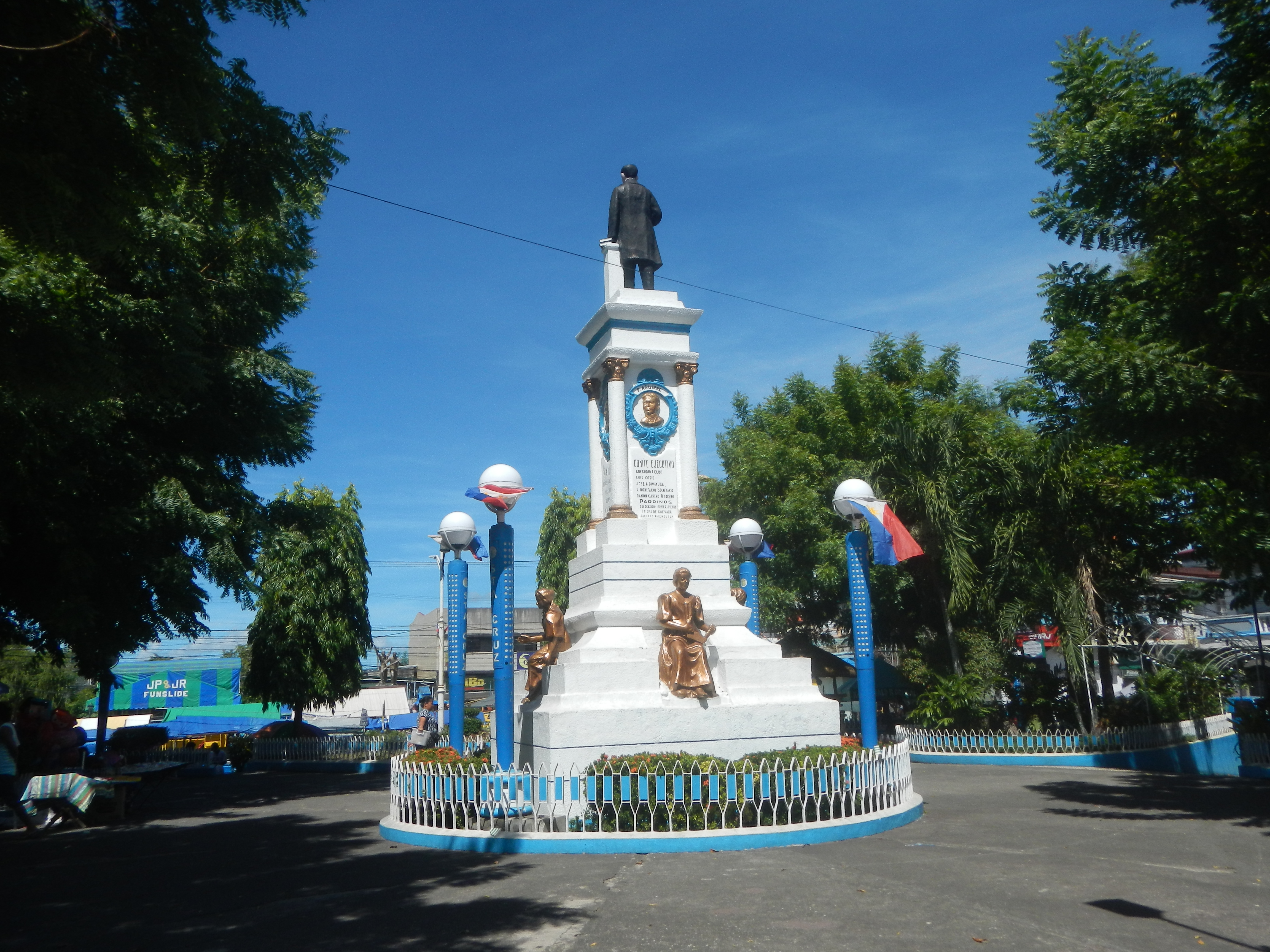
Пам'ятник у місті Санта-Крус, провінція Лагуна
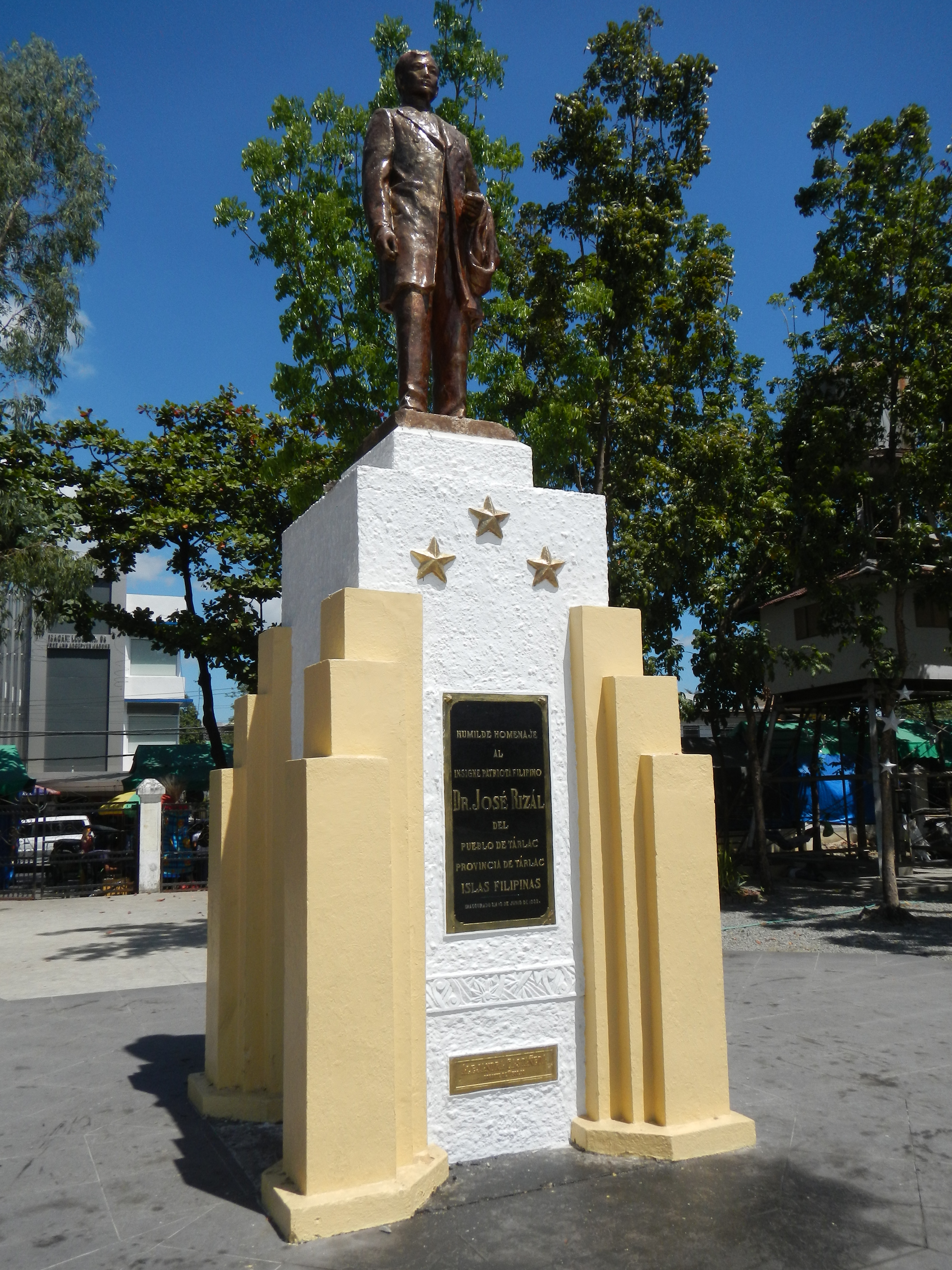
Пам'ятник у місті Тарлак
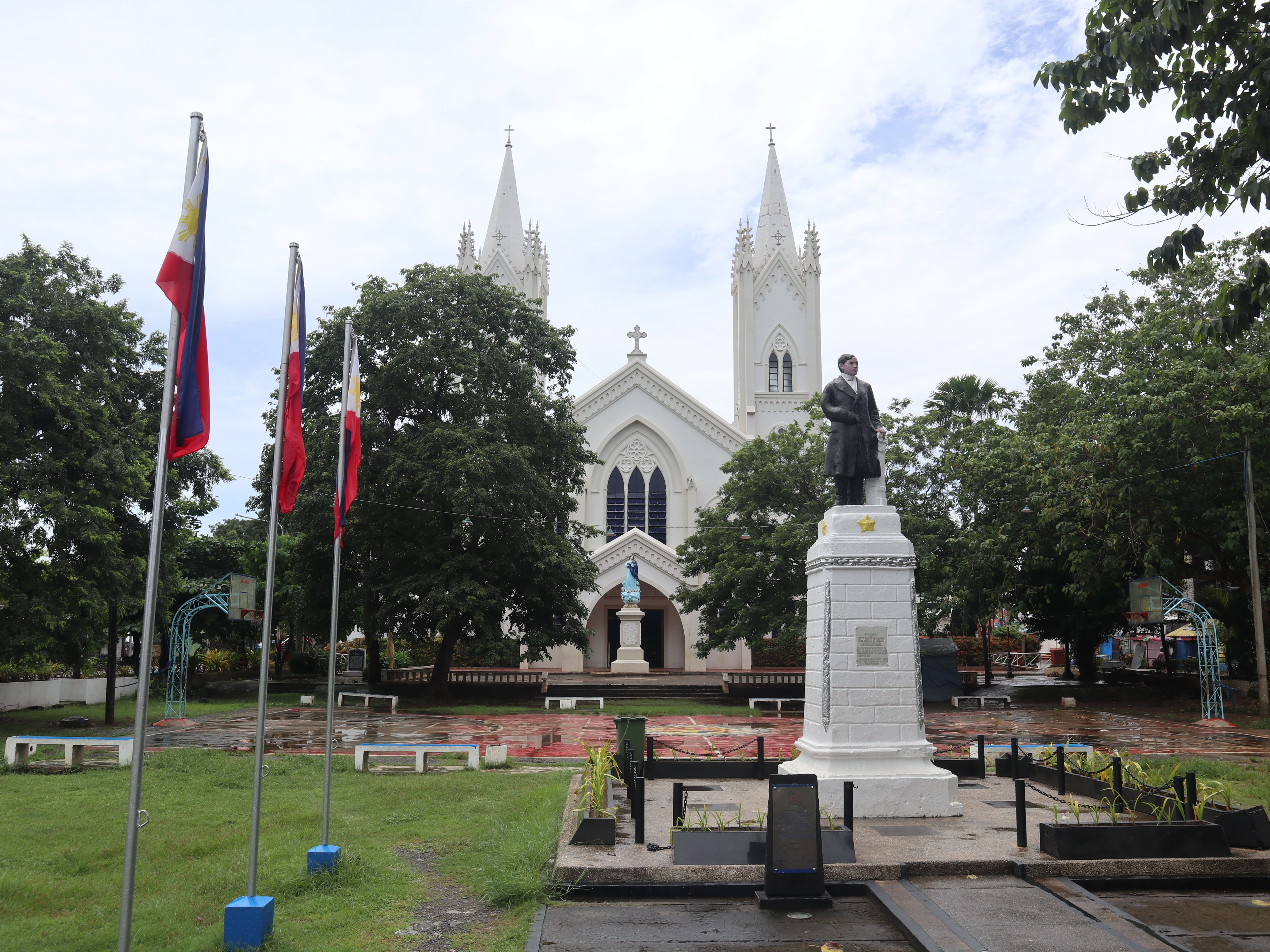
Пам'ятник у місті Пуерто-Принсеса
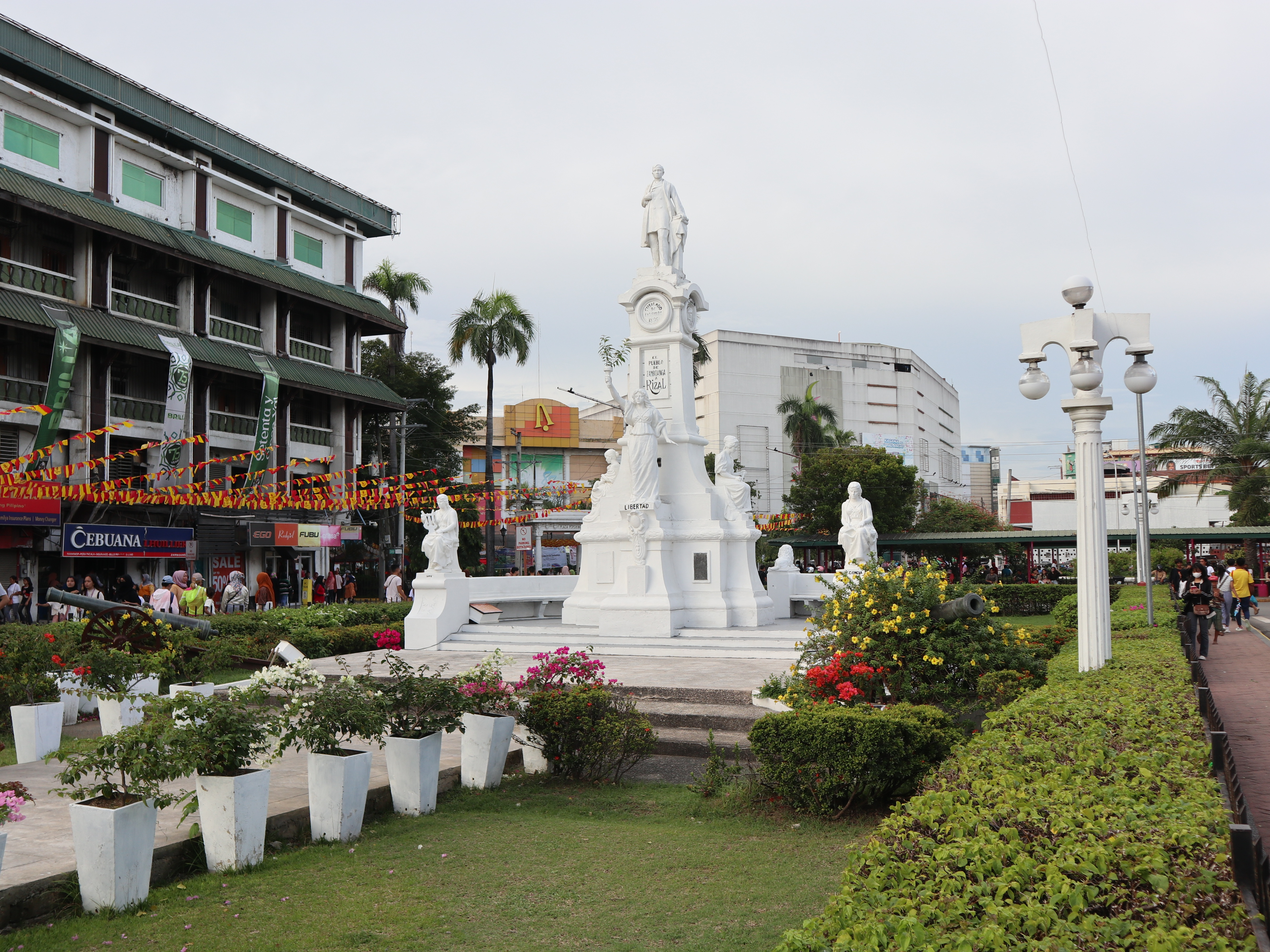
Монумент Хосе Рісалю у місті Замбоанга
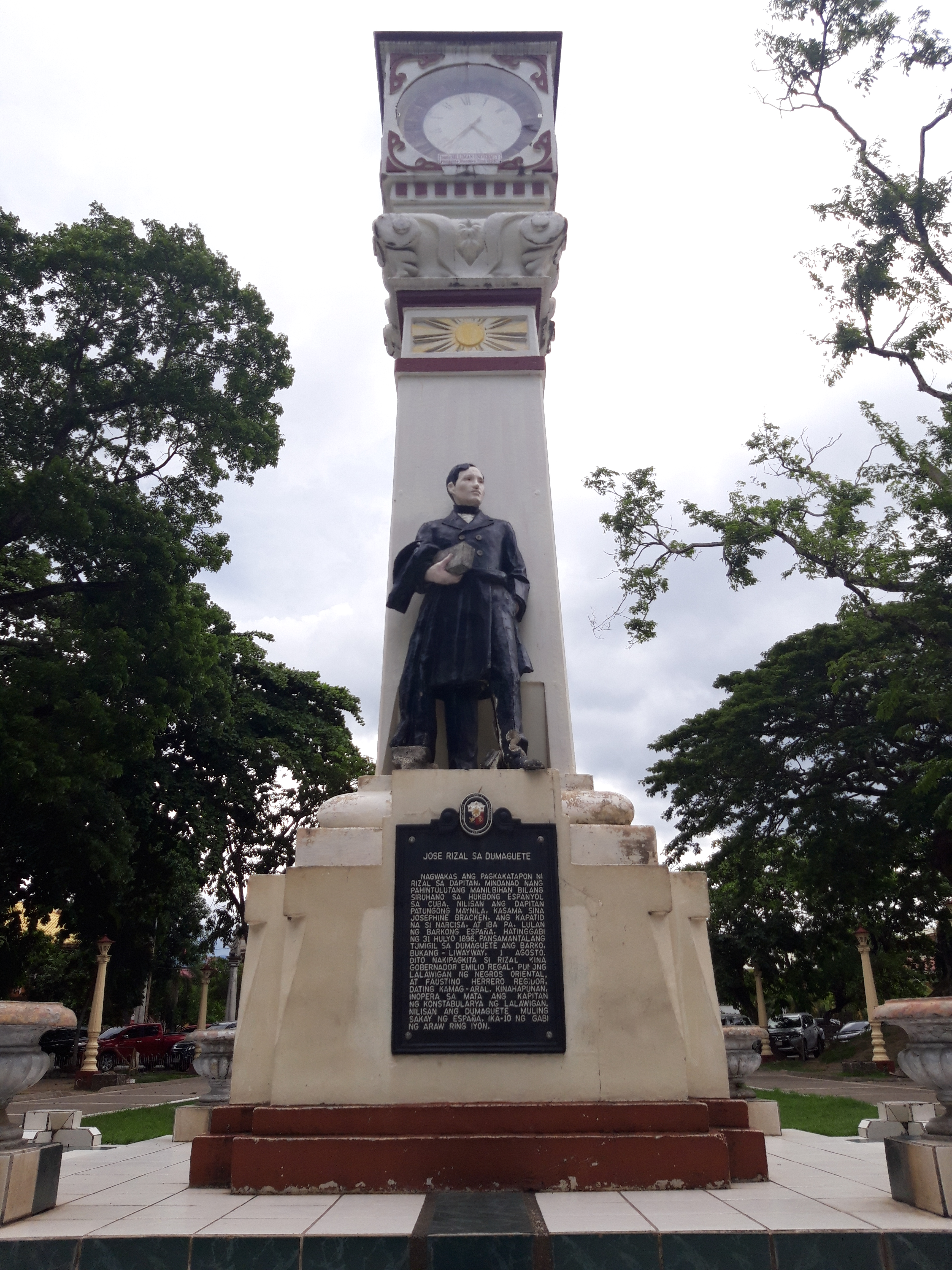
Монумент Хосе Рісалю у місті Думагете
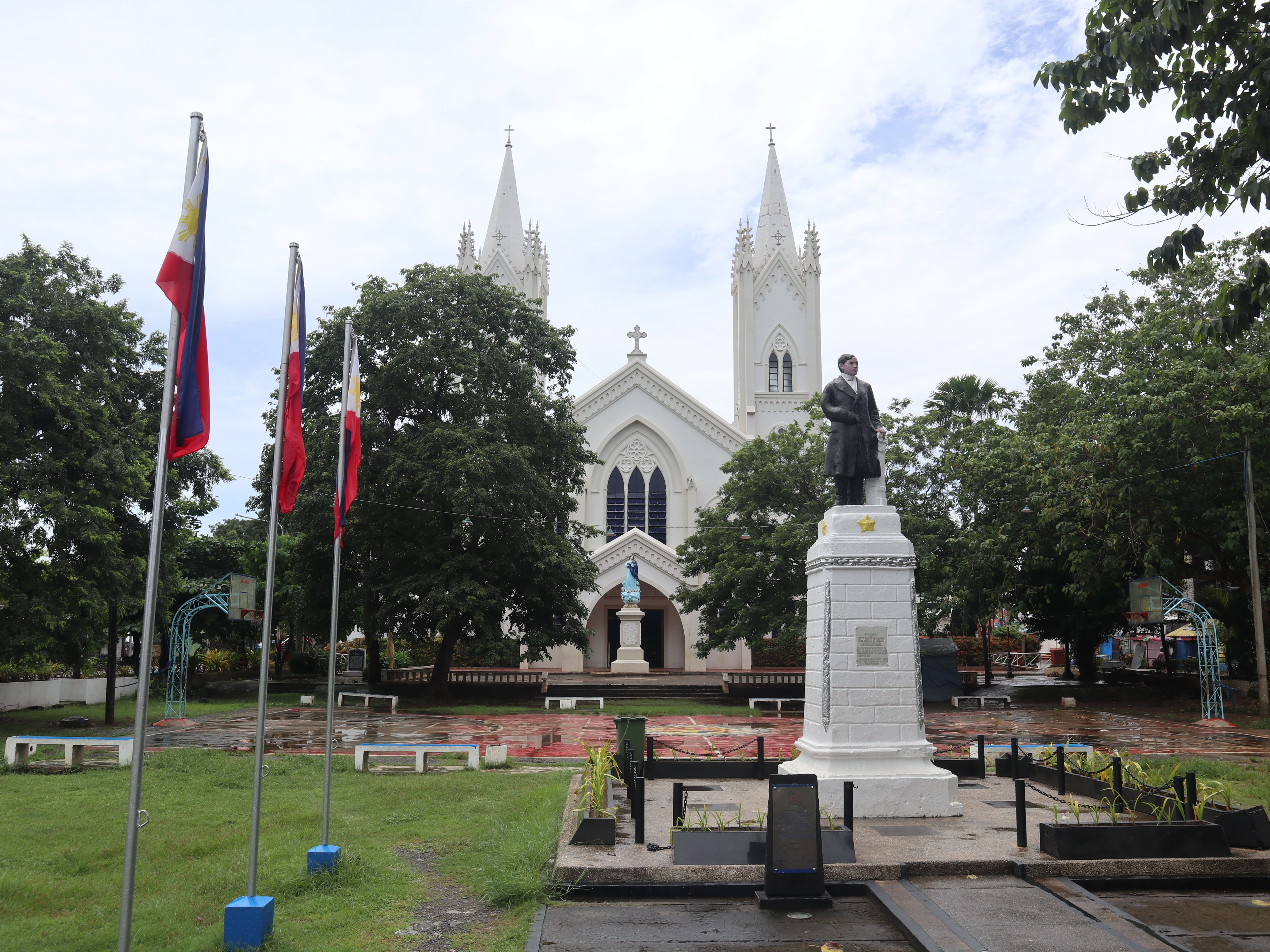
Монумент Хосе Рісалю у місті Пуерто-Принсеса
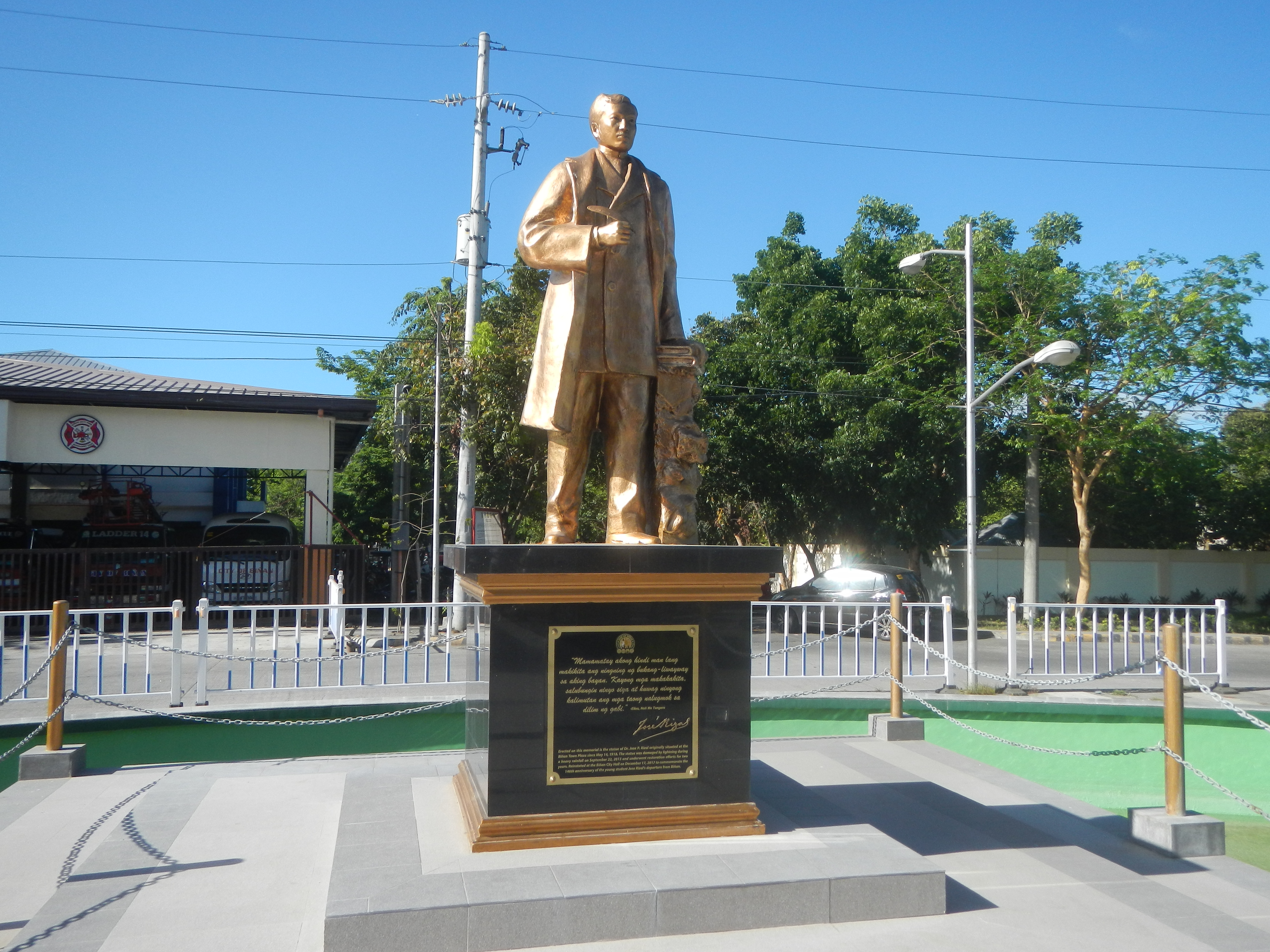
Пам'ятник Хосе Рісалю у місті Біньян
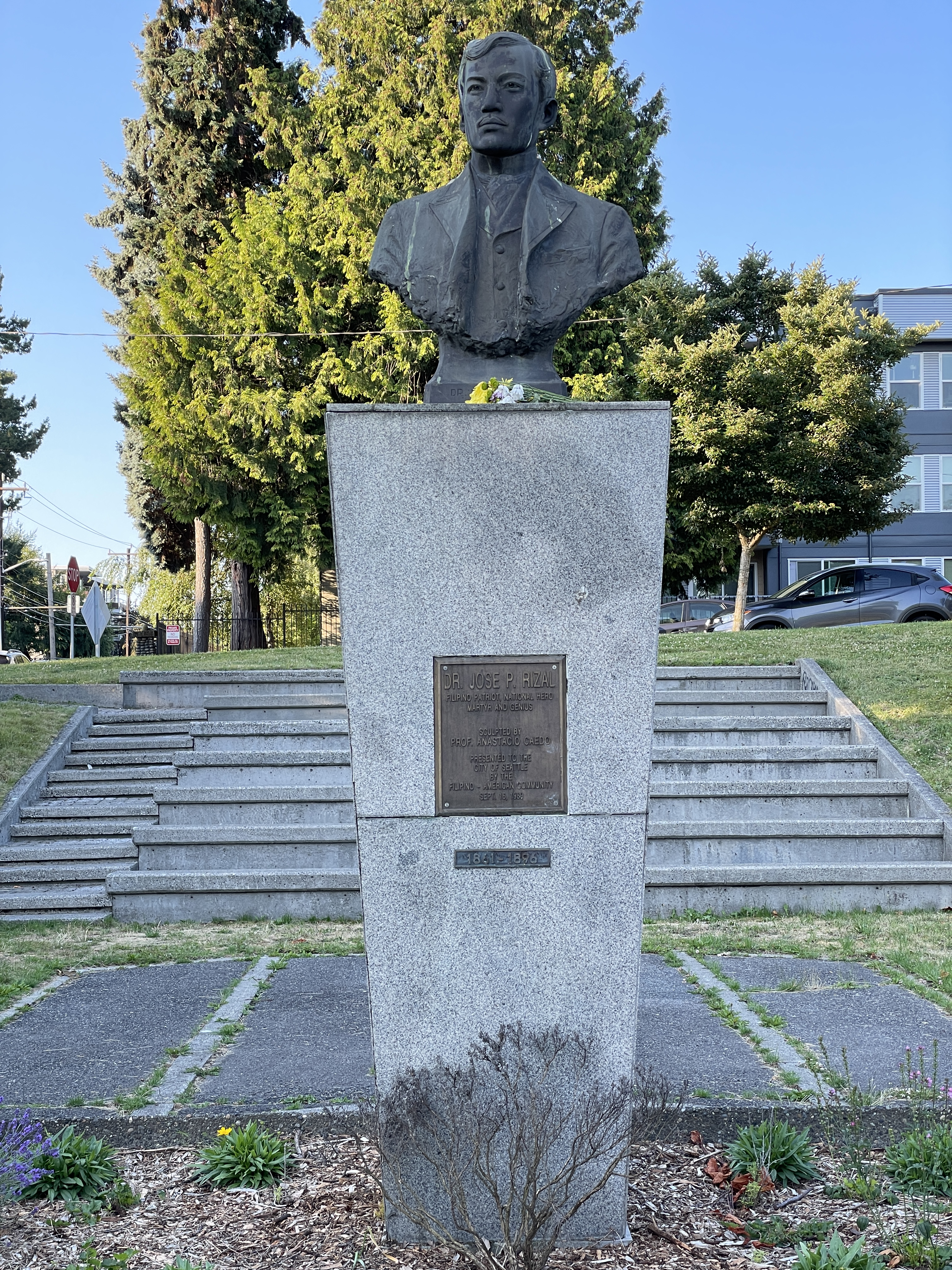
Погруддя у місті Сіетл, США
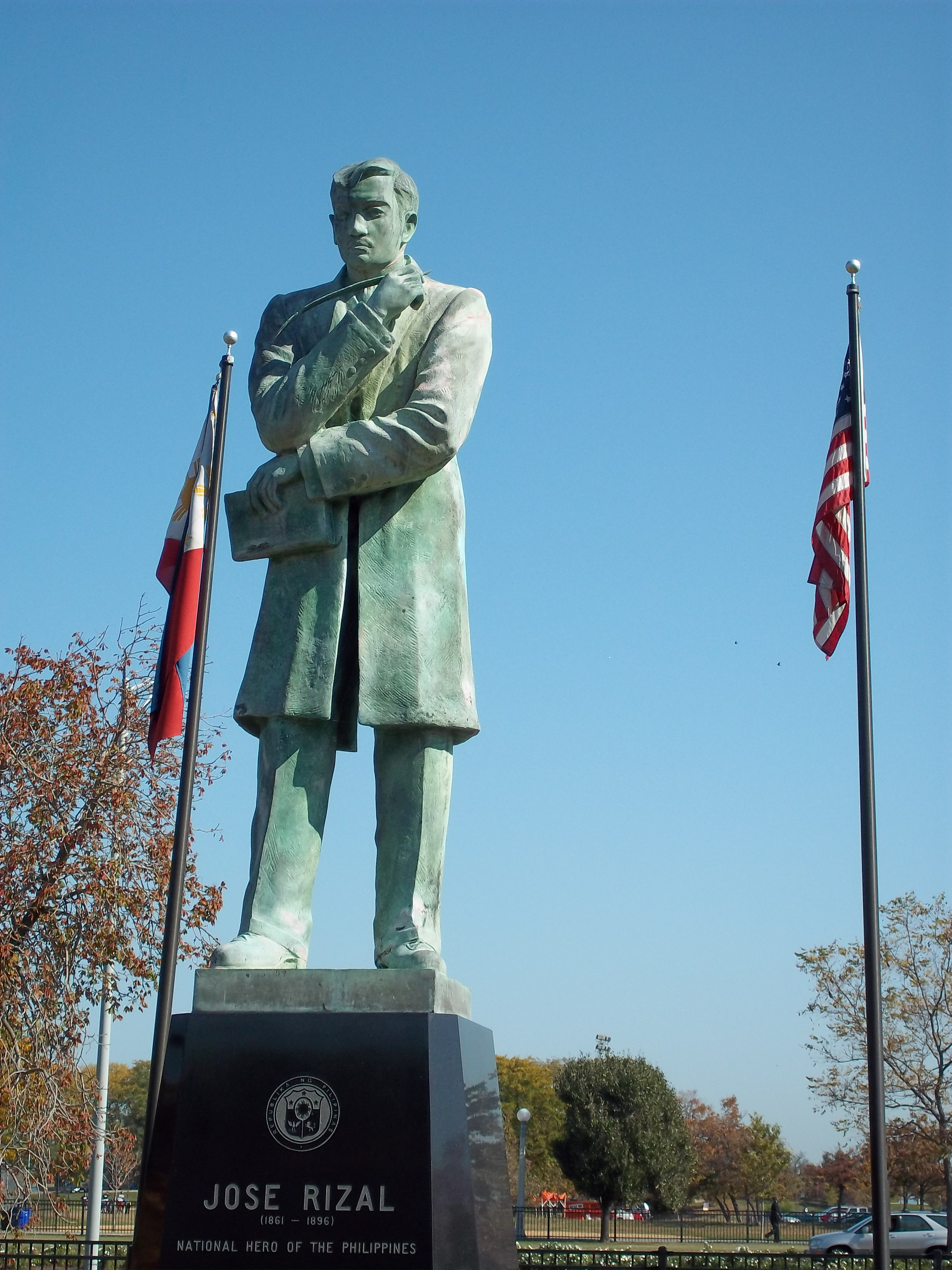
Пам'ятник у місті Чикаго, США
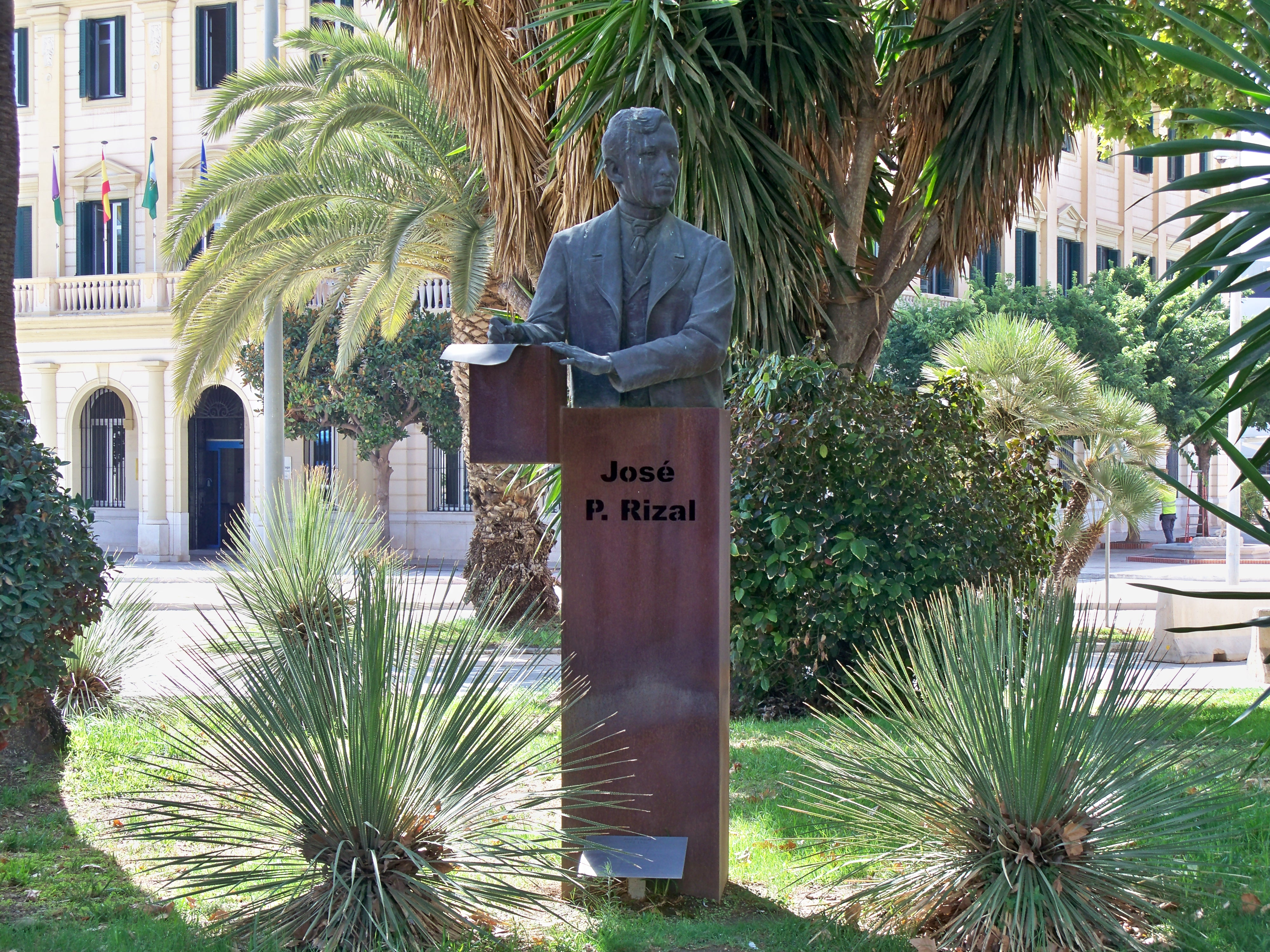
Погруддя у місті Малага (Іспанія)
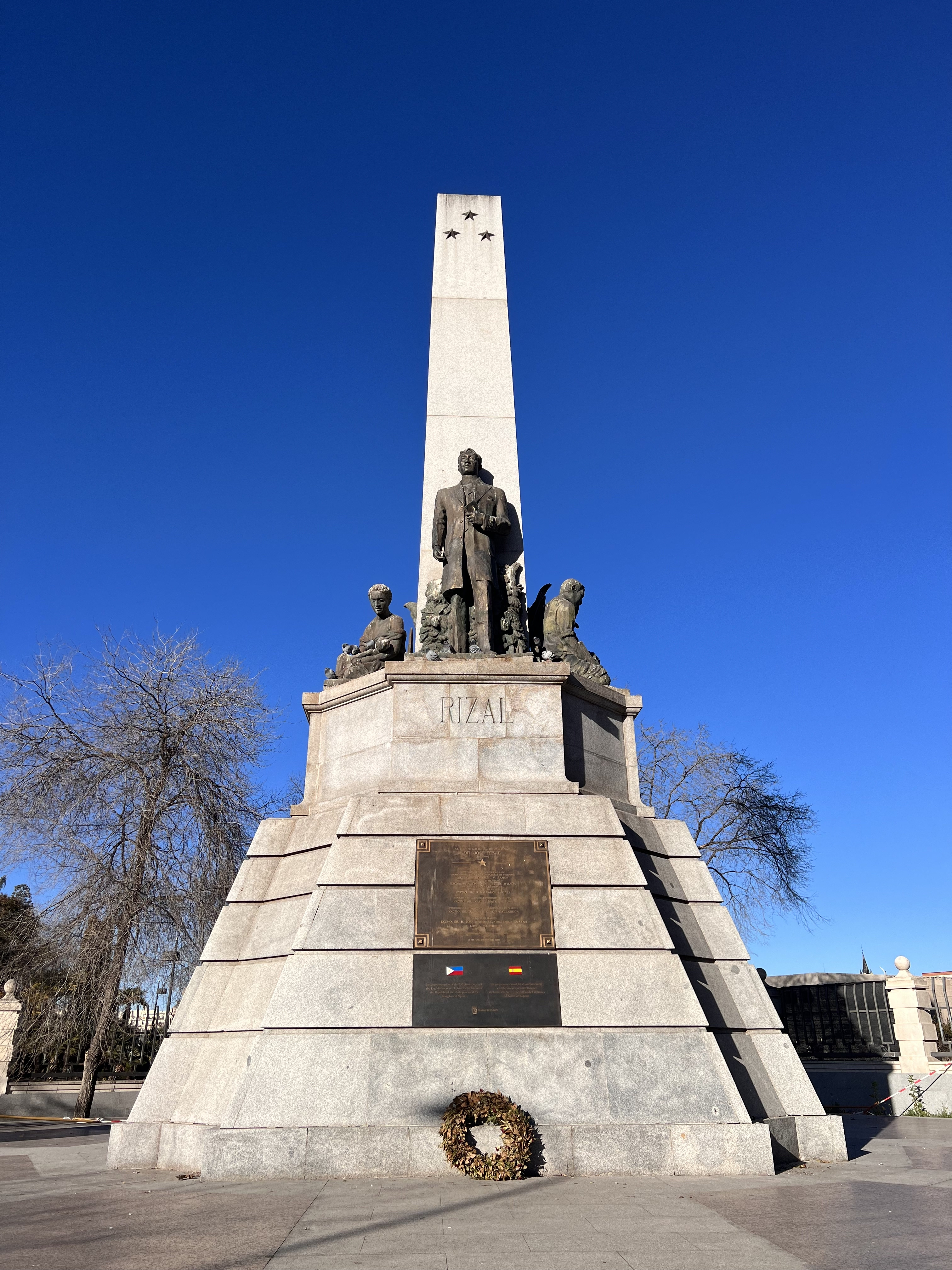
Монумент у місті Мадрид, Іспанія
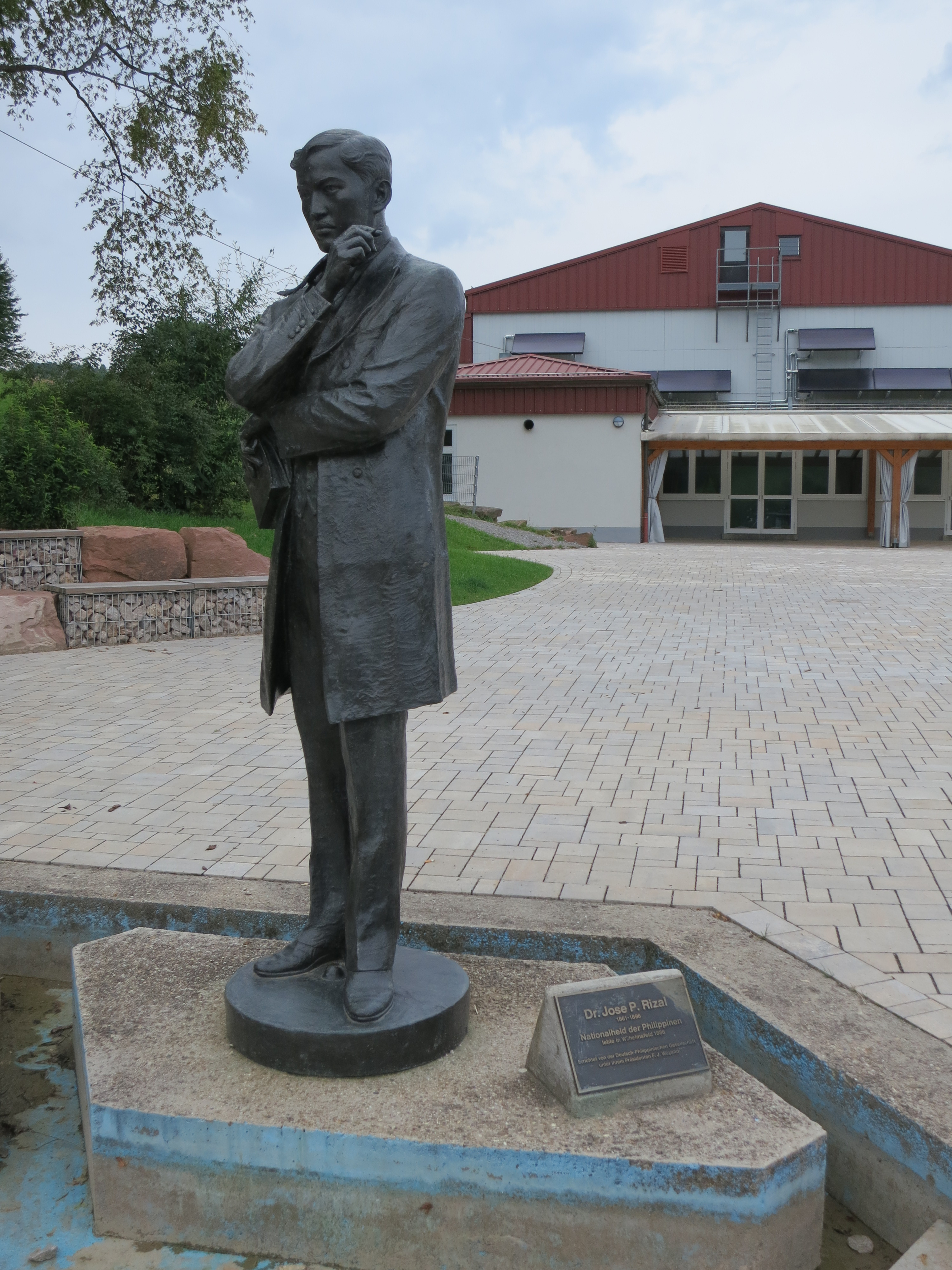
Пам'ятник у місті Вільгельмсфельд (Німеччина)
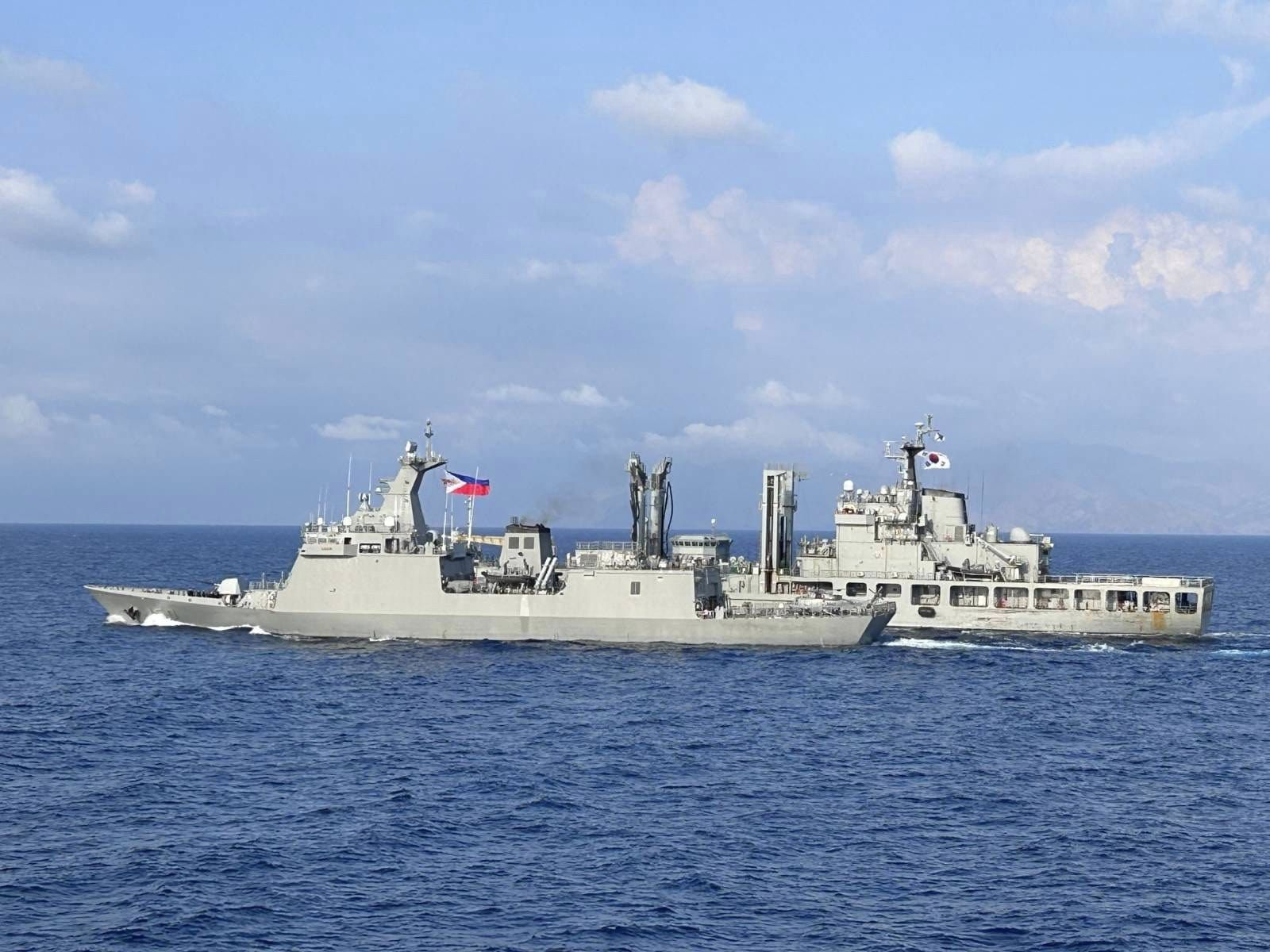
Фрегат "Хосе Рісаль" ВМС Філіппін, 2024 рік